# John Adam (MP)
John Adam foi um político inglês que foi parlamentar por New Romney em 1410, fevereiro de 1413, março de 1416, 1419, 1423, 1427, 1429 e 1431, e jurado e oficial de justiça da cidade em muitas ocasiões. Ele foi o oficial de justiça dos Cinque Ports em Yarmouth de setembro a novembro de 1410 e em 1430. A História do Parlamento Online teoriza que ele era filho de Stephen Adam.